# Jacques Sourth
Jacques Sourth, né le 3 septembre 1947, à Bagnères-de-Luchon Haute-Garonne, et mort le 12 septembre 2009, est un peintre, affichiste, dessinateur et poète français. Il est un des représentants en peinture du courant symboliste, avec une tendance mystique marquée.

## Biographie

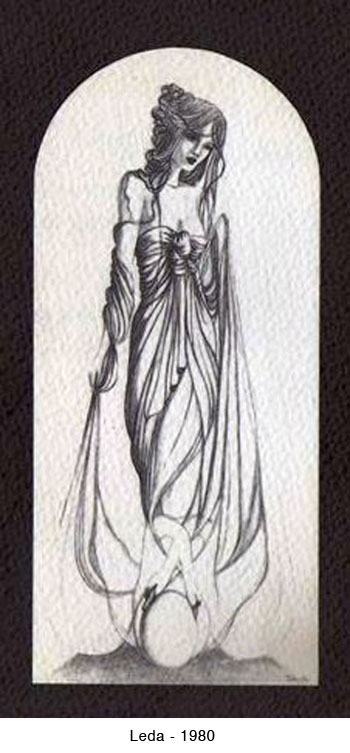
Leda
(Dessin - 1980)

Jacques Pierre Maurice Sourth est le fils de Pierre Sourth (1903-1979), ébéniste et de Marie Jeanne Barthélémy Lafont (1907-1969). Un frère, Pierre, mort lors du débarquement. 5 Sœurs : Elisa, Louise, Berthe, Françoise, Jeanne.
Son grand père Pierre Lafont est typographe, et son grand oncle François Lo est ébéniste. La grand-tante Berthe Lo de Sanchelou, issue de la noblesse, est une résistante connue dans le Comminges pour ses actions pendant la guerre de 39-45. Les décès de sa mère en 1969 et de sa sœur Lisa quelques mois plus tard, changeront le cours de sa vie. Très atteint par ces chocs, il décide de quitter définitivement la ville natale, où il avait souffert.
Il s’inscrit alors au Centre de formation professionnelle technique de Genève (CFPT), au Bourget-du-Lac et obtient haut la main, un diplôme de décorateur de théâtre et d’animation. Direction immédiate via l’étranger, Maroc, puis l’Italie. Il vit à Cortina d'Ampezzo puis Florence où il rencontre l’art en passant le plus clair de son temps dans les musées et chapelles, à s’imprégner des œuvres de Michel-Ange, Botticelli, dont les influences de la Renaissance se ressentiront dans son œuvre picturale.

## Le peintre
Il rentre en France en 1974 et s’installe à Montpellier. Il retrouve un poste de décorateur, et commence alors à créer des œuvres assez importantes en utilisant le Noir et le Blanc, travaille le portrait, le fusain, la sanguine.
Une rencontre un soir de réveillon entre amis changera le cours de son existence, par la confiance qu’il retrouve dans son art, dès lors il ne quittera plus ses pinceaux. Déménagement pour un atelier sous les toits donnant sur une place de Montpellier, il dira de ce grenier qu’il été le lieu le plus magique de son existence d’artiste peintre, tant la création fut importante dans cette mansarde. La place manque pour les grands formats, et en 1978, il s’installe avenue de Lodève, dans une grande maison, et peut donner libre cours au choix des châssis plus imposants.
Une exposition à Évian va ouvrir les portes de la reconnaissance. En effet, Jacques Sourth est un homme timide, réservé, il peint, certes, mais de là à exposer ses œuvres, c’est autre chose.
Il accepte une exposition dans une galerie municipale à Evian, de taille « humaine » comme il lui plaira de dire. Mais, à son arrivée  en Haute-Savoie, on le prévient qu’un problème de travaux empêchera l’occupation de ce local. Le service culturel de la ville, très gêné de cette situation proposera alors d’exposer au Palais des Congrès face au lac Léman, à côté du casino. Derrière les vitres monumentales du palais, les tableaux de Jacques Sourth prennent une autre dimension, les touristes suisse affluent et douze œuvres sont ainsi vendues dès l’ouverture de l’exposition. Un succès d’autant plus surprenant qu’un Salon d’art figuratif a lieu à quelques mètres dans les salons du casino.

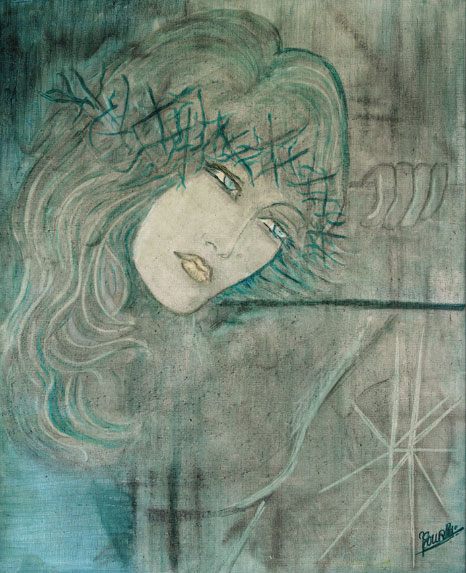
Blue Christ (Huile sur toile - 1975)
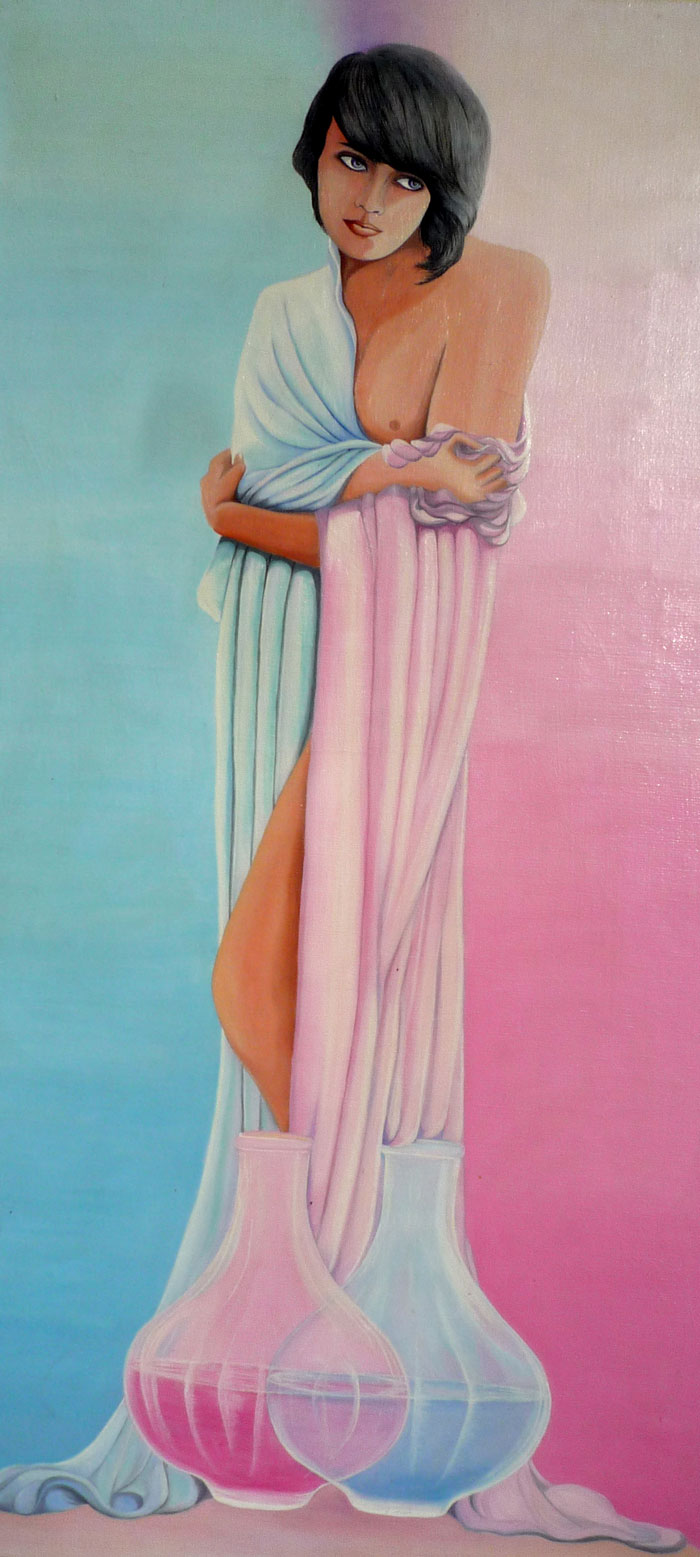
La création du mauve (Huile sur toile - 100x50 cm - 1981)
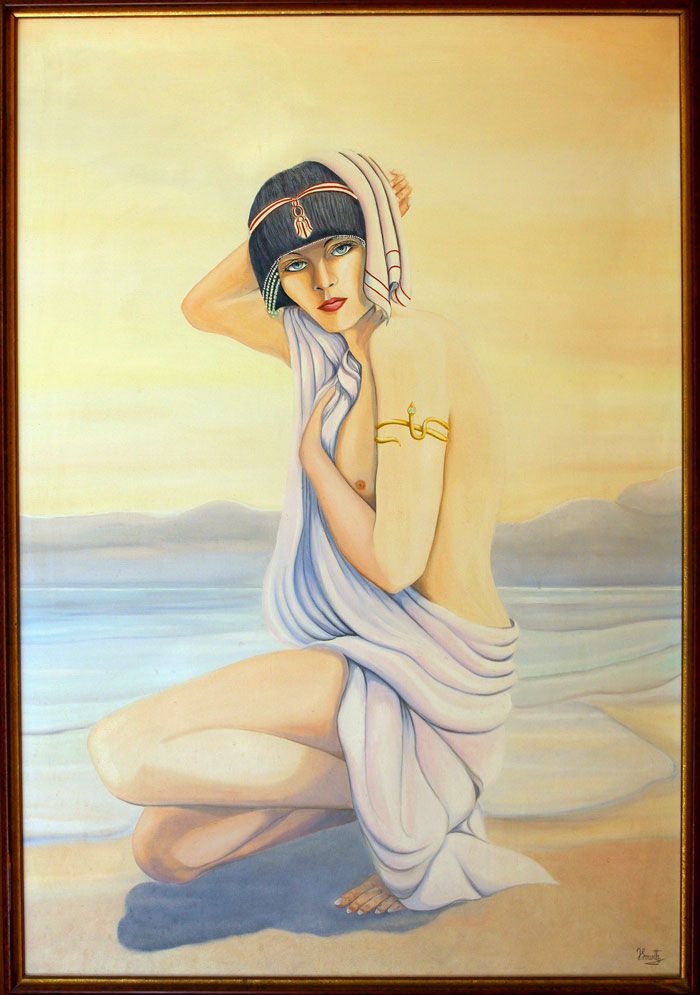
Isis (Huile sur toile - 120x60 cm - 1983)
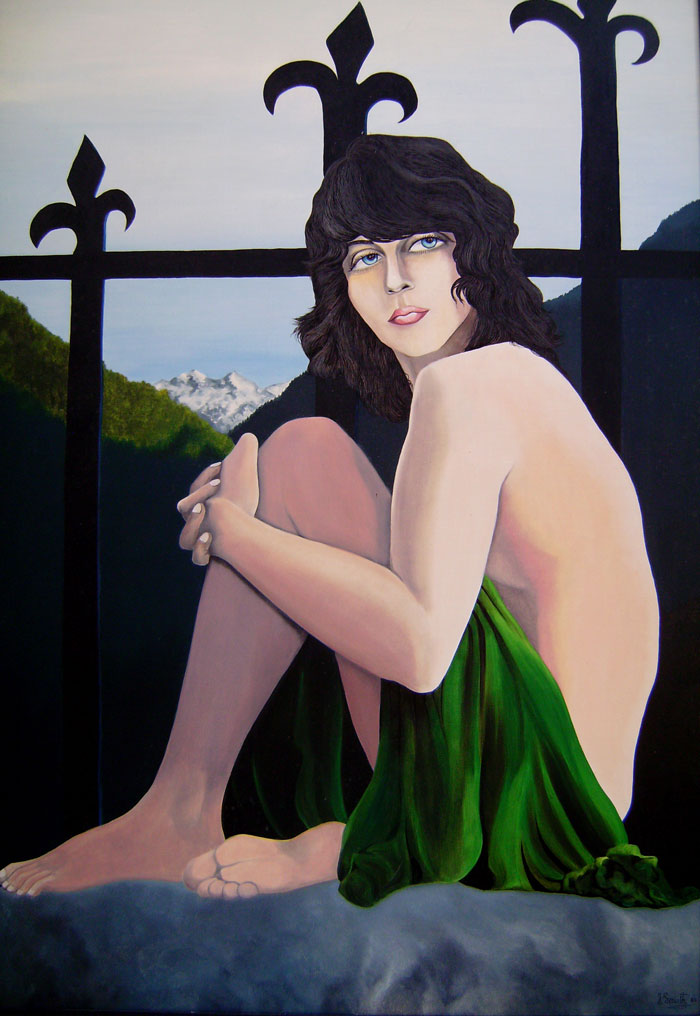
La grille de Cadeilh (Huile sur toile - 116x81 cm - 1985)
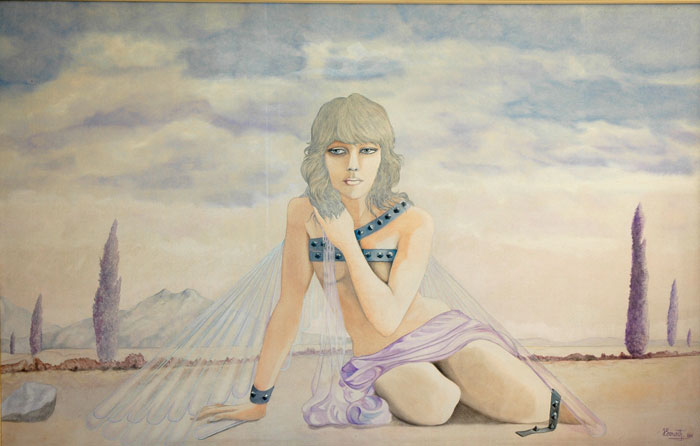
Le dernier vol d'Icare (Huile sur toile - 100x64 cm - 1986)
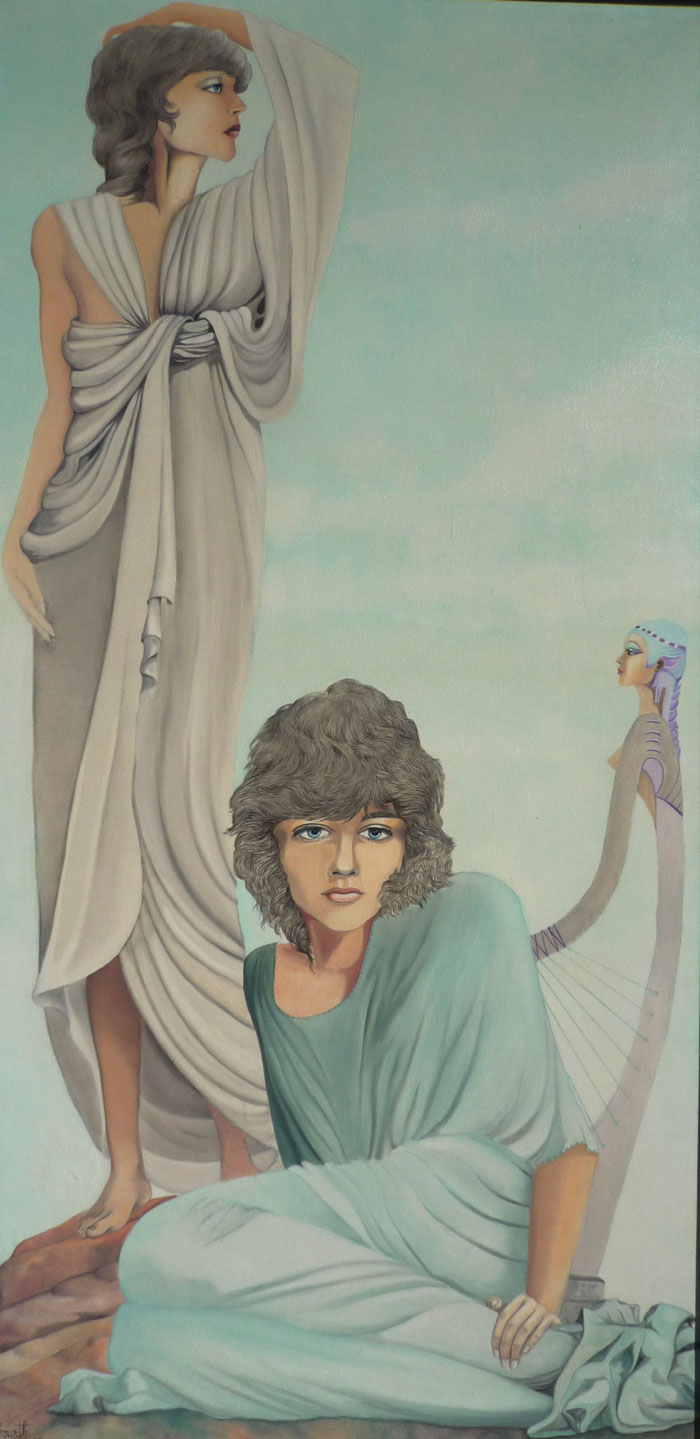
La harpe du temps (Huile sur toile - 30x100 cm - 1991)
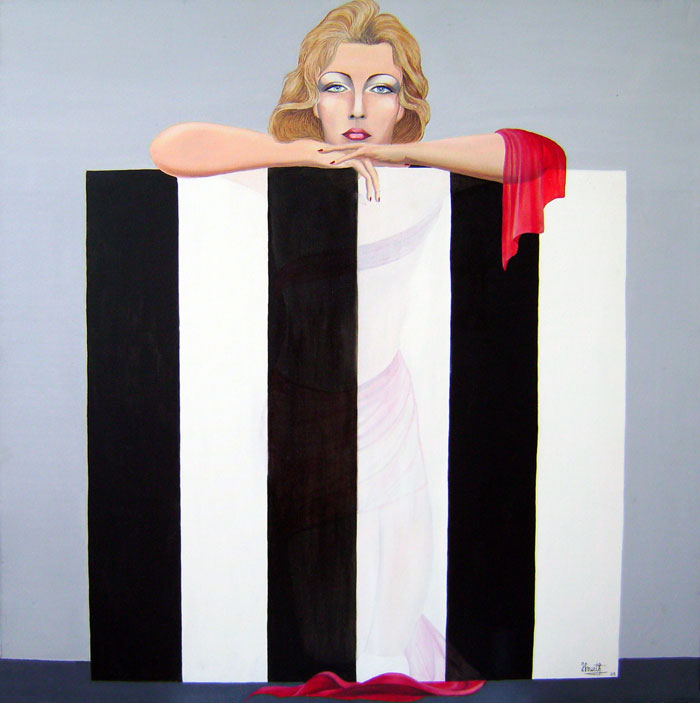
Palais royal (Huile sur toile - 80x80 cm - 1993)

## L’affichiste

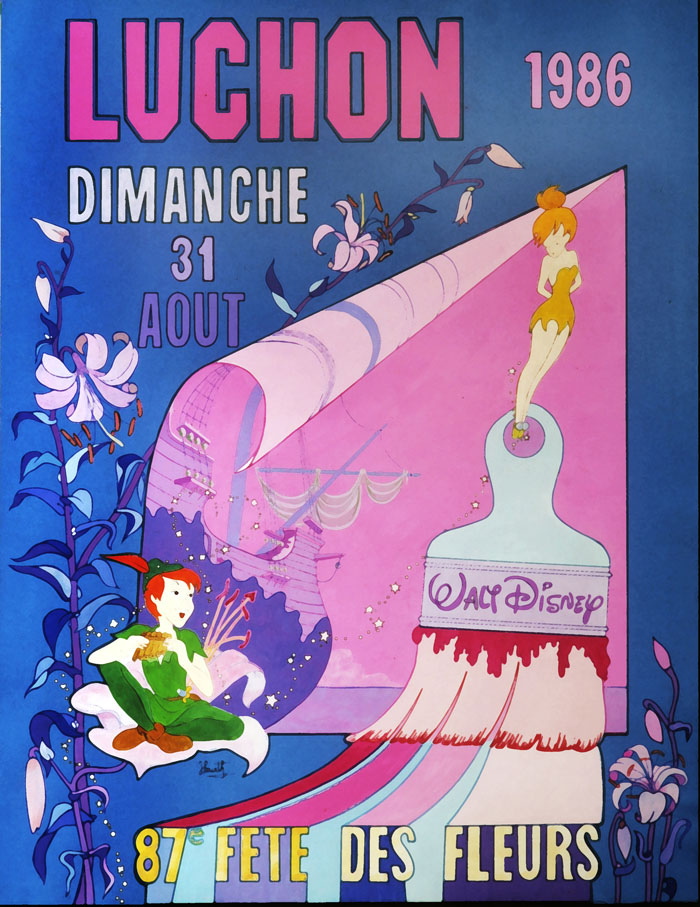
Peter Pan
(Affiche - 1986)

Le succès s’exporte et dans sa ville natale, un ami de collège, devenu adjoint à la mairie le fait appeler, pour lui proposer de renouer avec la tradition du début du siècle, en créant une affiche pour la célèbre Fête des fleurs, qui a lieu chaque année au mois d’août. Il accepte et créera pour l’événement une Pantalonnade du style Art nouveau, en redonnant à la manifestation le blason[Quoi ?] qu’elle avait avec la célèbre affiche de Chéret.
Les Luchonnais, tout comme les visiteurs de cette grande Fête réputée ont fait un triomphe à cette affiche, qu’il a fallu rééditer pour satisfaire la demande.
S’ensuivront ainsi seize autres posters, dont le célèbre Peter Pan, pour l’hommage rendu[Lequel ?] à Walt Disney en 1986.
Parallèlement à son travail d’affichiste, Jacques Sourth accepte de prendre la direction des expositions pour le compte de la Ville de Bagnères de Luchon. Il crée alors, avec l’aide de Henri Denard, adjoint à la Culture, et de Monsieur Jean Peyrafitte, sénateur maire de la ville de Luchon, un espace consacré à l’Art (Espace Berger), qui connaîtra des expositions nombreuses, et recevra des Artistes de toute l’Europe. La mise en place d’un Salon National de Peintures, apportera la notoriété de cette Maison d’Artistes.

## L’auteur
Jacques Sourth est un passionné de littérature, et il ne se passe pas un jour sans qu’il n’écrive, ne prenne des notes.[Interprétation personnelle ?] Cette seconde facette du personnage restera longtemps secrète, jusqu’à la rencontre avec une journaliste Élise Coscia, qui deviendra vite une amie intime. C’est elle qui démontrera à Jacques Sourth qu’il y a dans ses écrits quelque chose de complémentaire à sa peinture, et que ce don doit être révélé. L’ouvrage qu’elle écrira sur Jacques Sourth (Le Peintre de la Poésie) laisse une large place aux mots, et à cette tendance pamphlétaire qui caractérise nombre de ses poésies.
Il écrit en 1993 un roman intitulé Le bar de l’Espoungue , fresque humoristique sur les caractères et comportements des habitants du bord de l’Étang de l'Or où il vient d’acquérir un mas. Il y restera jusqu’à la fin de sa vie.
Cet ouvrage satyrique est empreint néanmoins d’une grande poésie, et a connu un réel engouement.
Le dernier  ouvrage est empreint de toute la mélancolie d’un jeune garçon en 1957. Il raconte son enfance avec une tendresse infinie. Ce livre Face à la rue de l’étoile  sera la dernière œuvre de Jacques Sourth.

## Postérité

### Musée et exposition

#### Casino de Luchon
Une collection de 33 tableaux peints à l'Huile de Jacques Sourth entre dans les collections du Musée de la ville de Bagnères-de-Luchon depuis le 26 juin 2021.
Cette donation intervient comme le début de création du Musée qui portera le nom de l'artiste-peintre dans les années à venir. Les œuvres seront présentées au public durant les mois d'août et septembre prochain dans les salons de jeux du Casino de Luchon.
Le retour de l'enfant «Prodige» des Pyrénées est salué comme un hommage à celui qui durant toute son existence n'eut de cesse de prôner le beau, le raffiné, l'esthétique.
Ces œuvres dans leur ensemble représentent un panel des périodes de l'artiste qui permettent de comprendre l'évolution de sa technique jusqu'au «transparents» qu'il affectionnait tant.

Exposition au Musée de Bagnères-de-Luchon
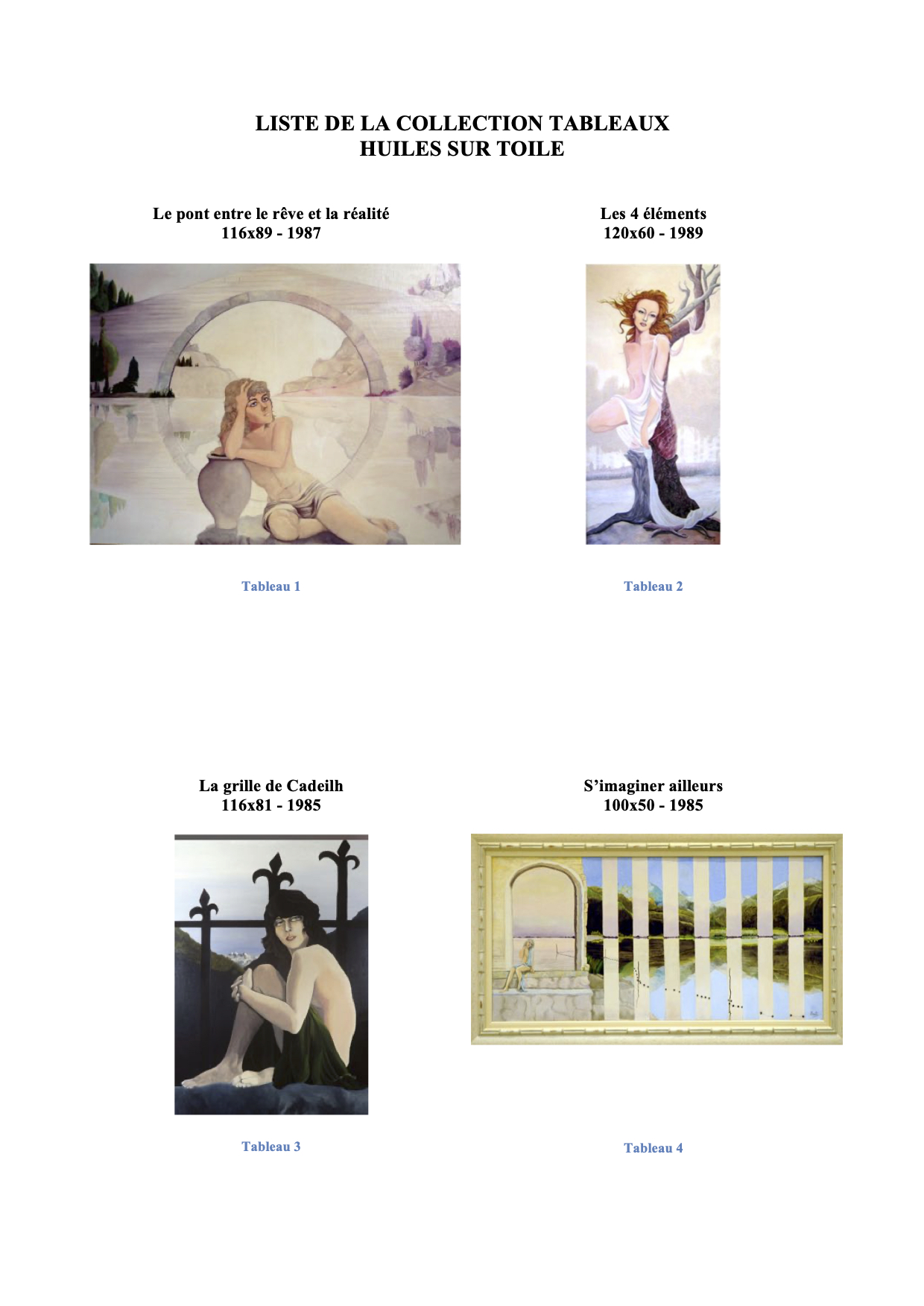
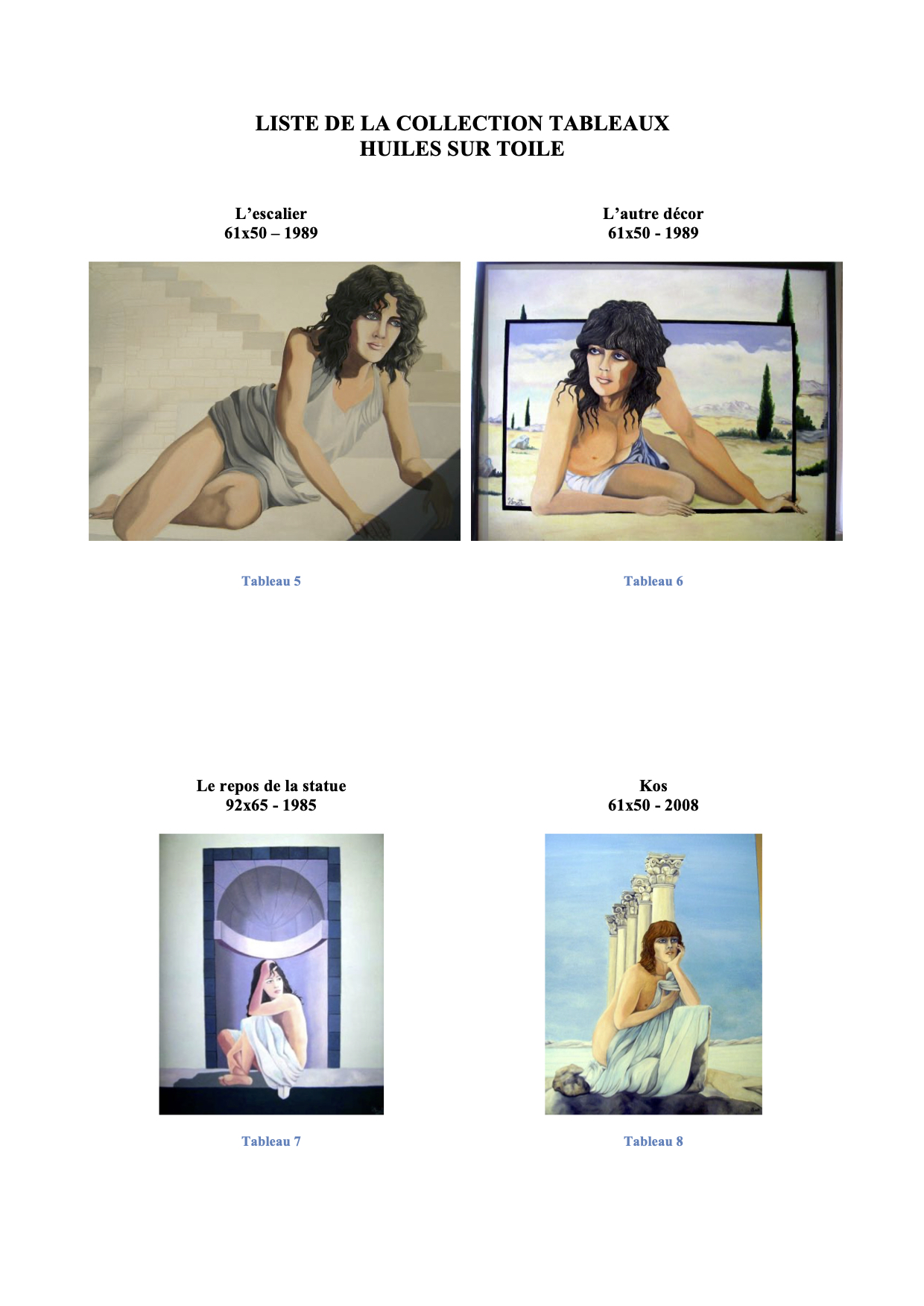
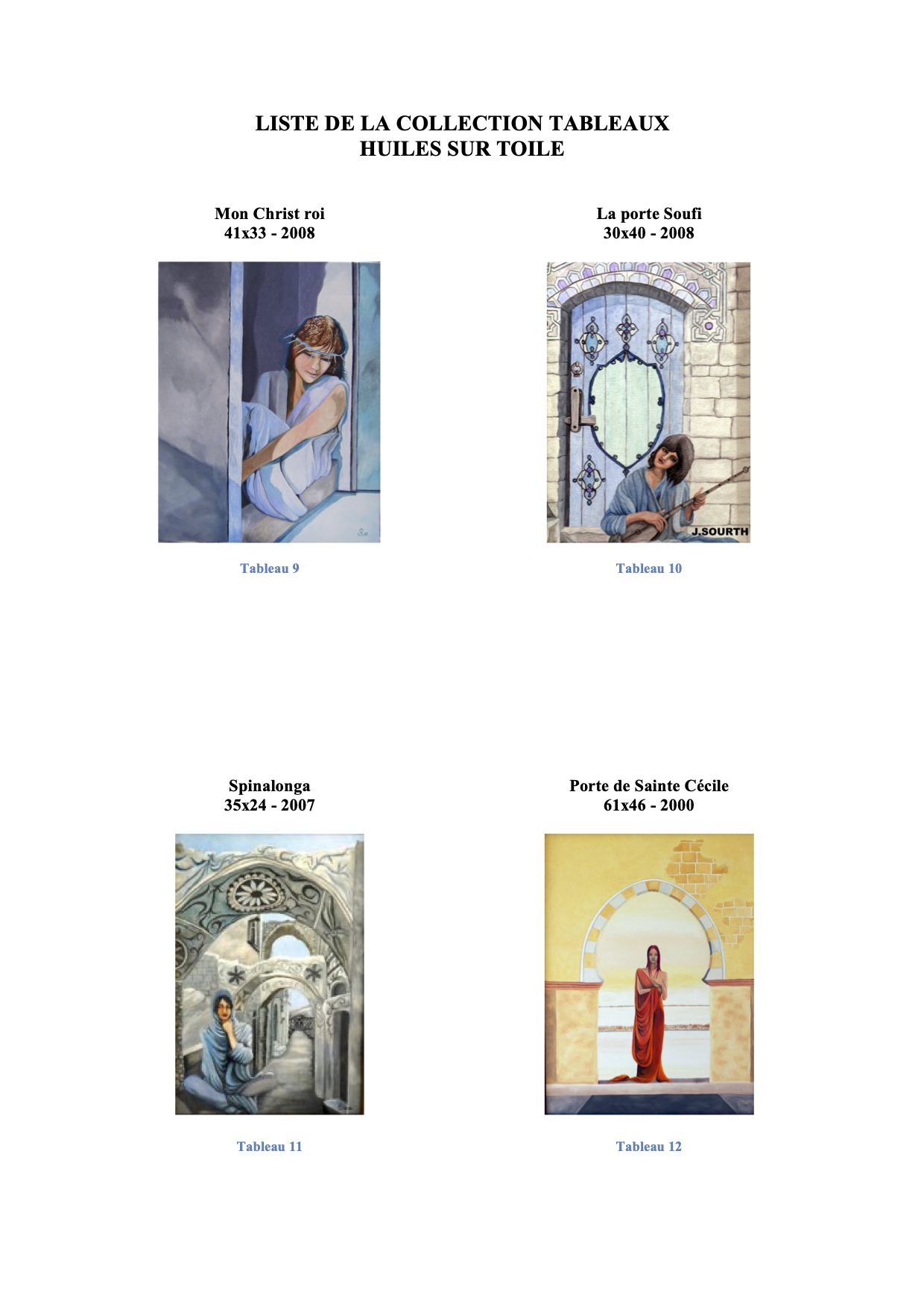
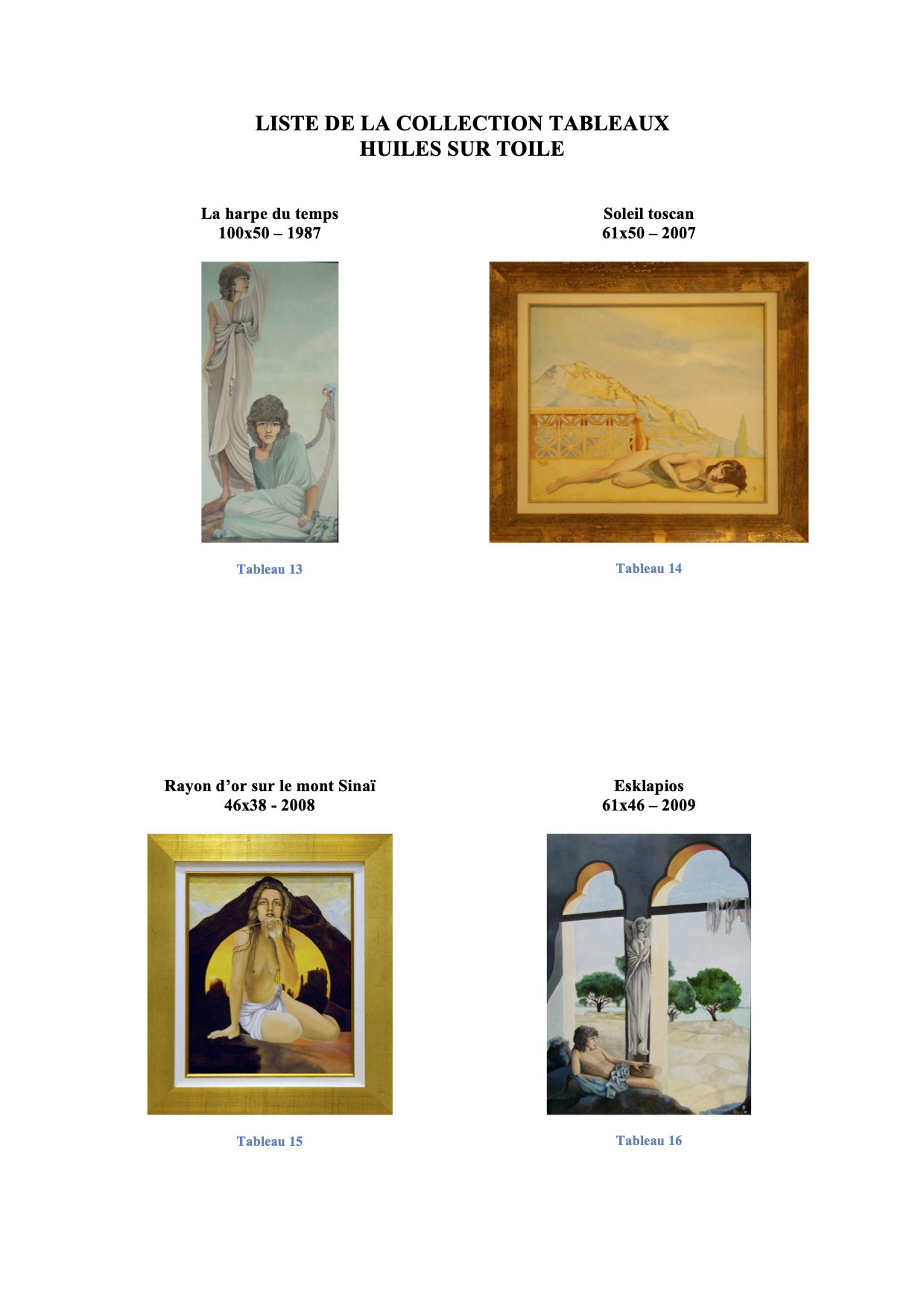
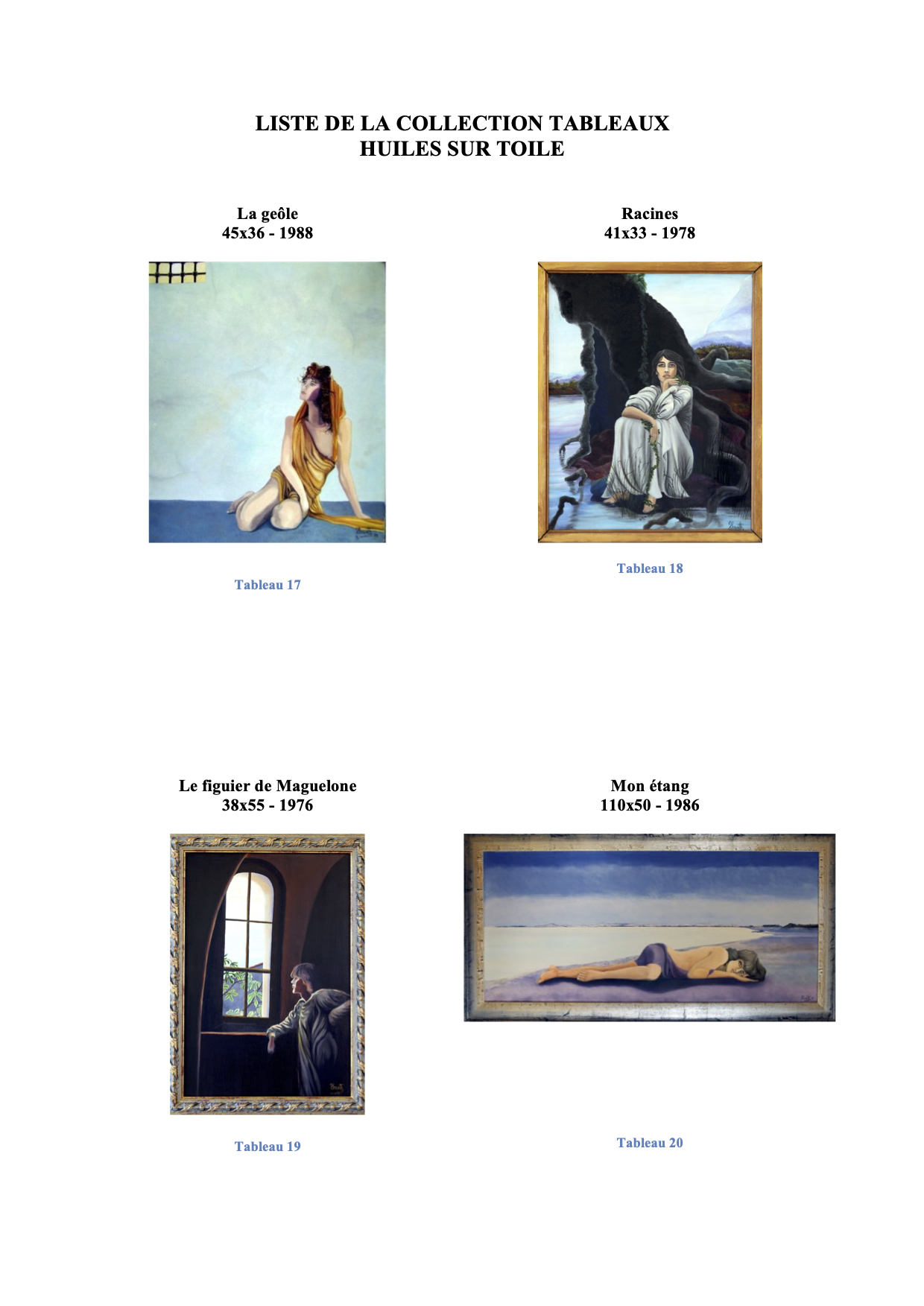
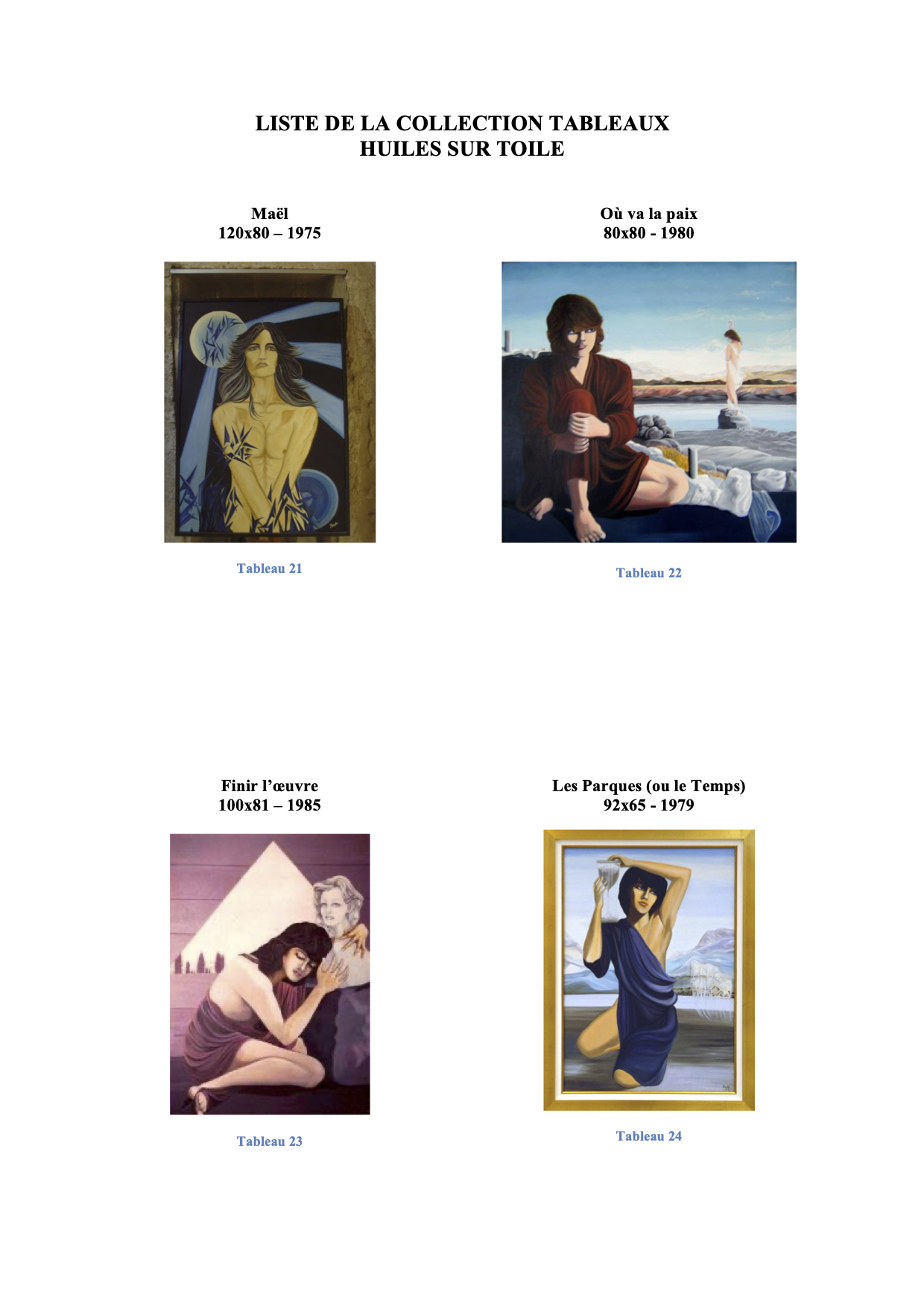
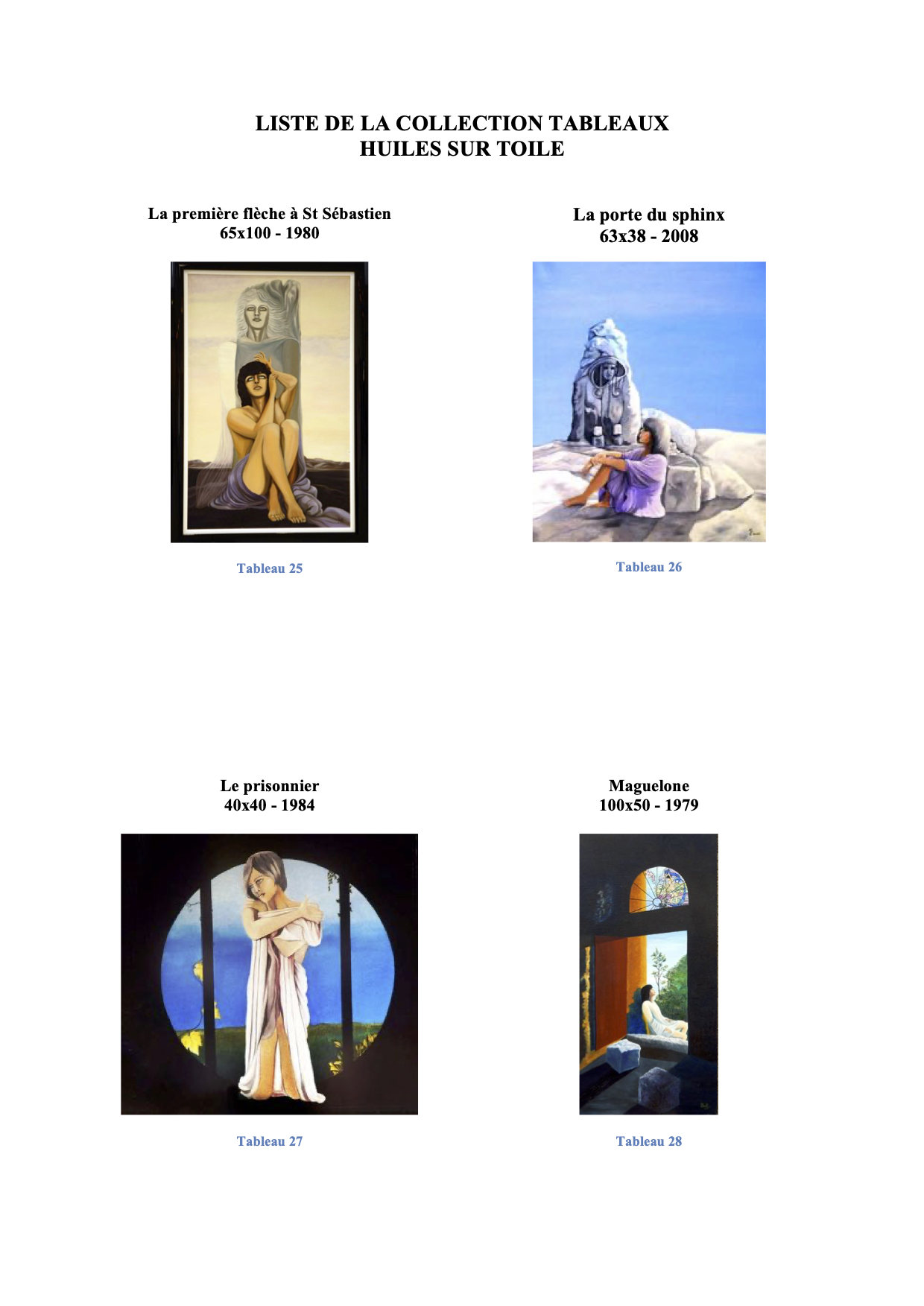
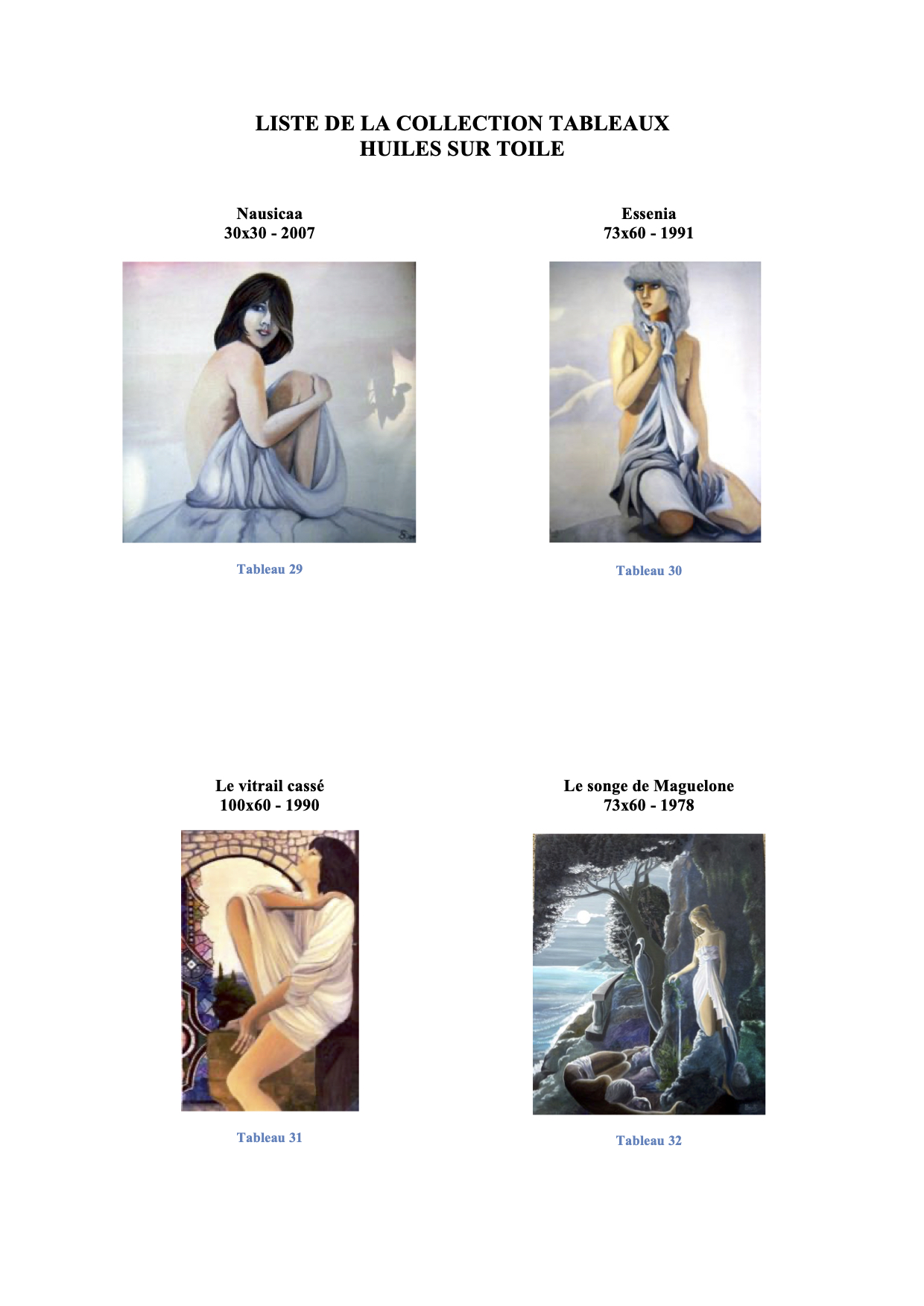
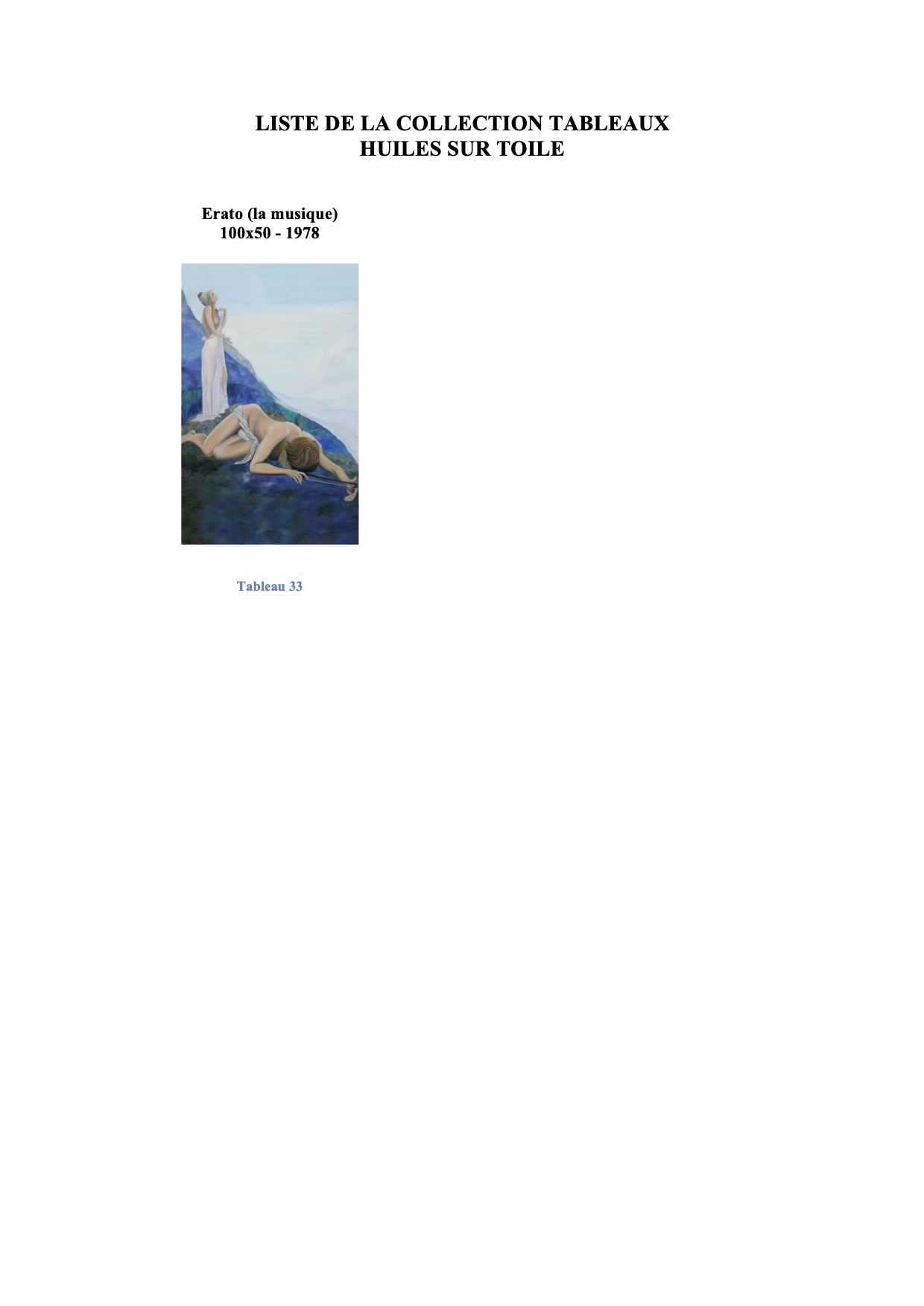

#### DiptyqueLa Belle Hélène& Offenbach
Une autre vision de Sourth... La toile emblématique du théâtre du Casino de Luchon.
Histoire du diptyque

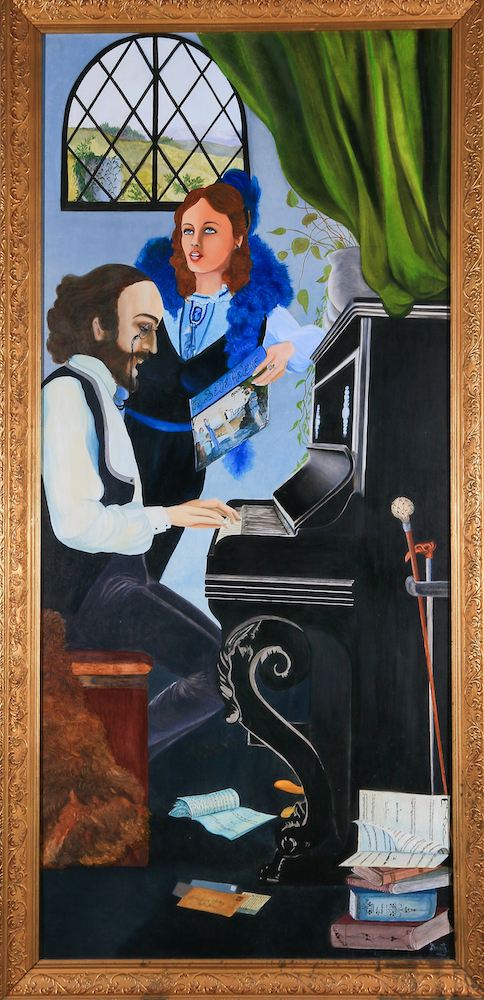
Offenbach et Hortense Schneider

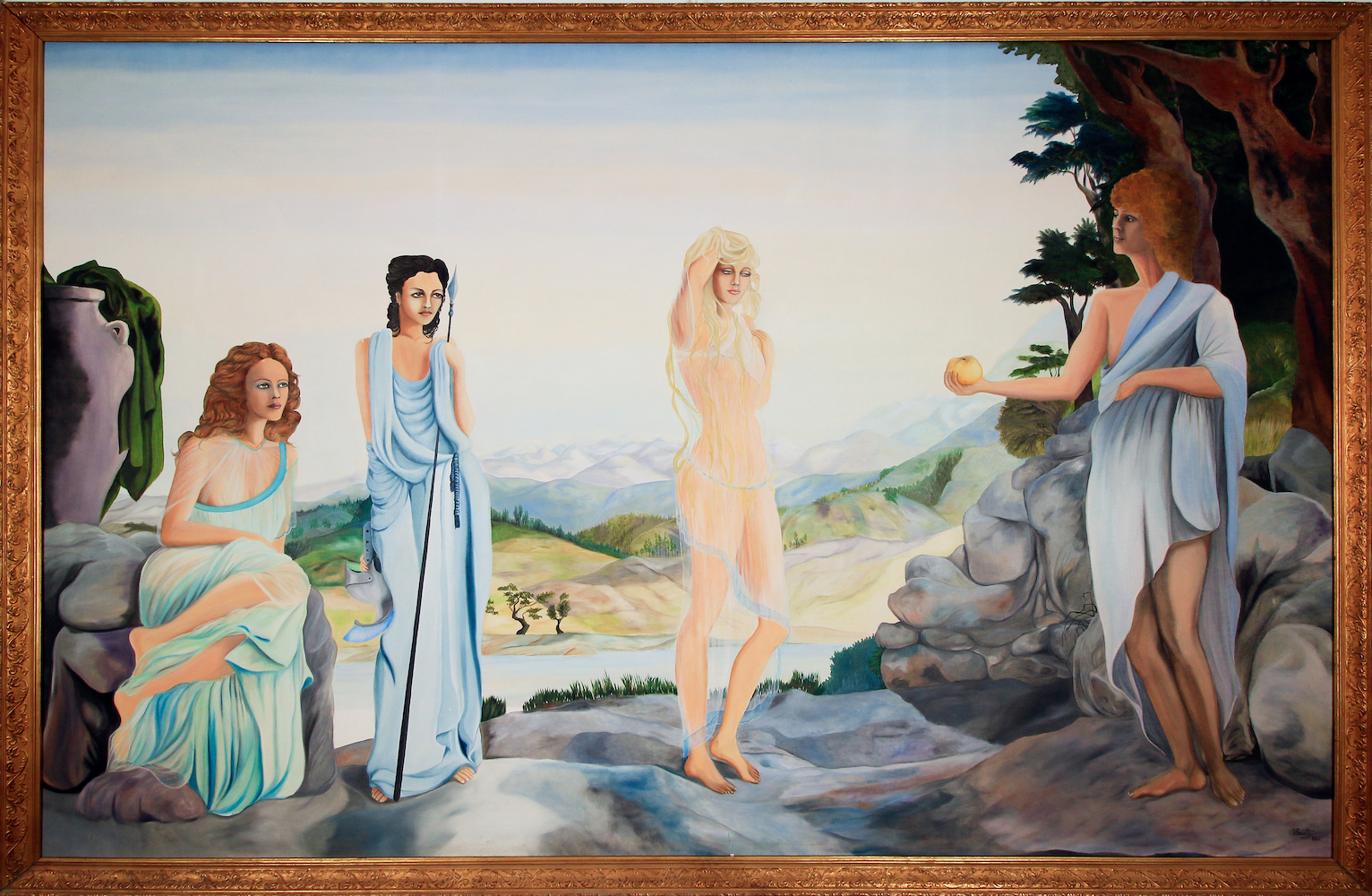
Le jugement de Pâris

Lorsque la ville de Bagnères-de-Luchon passe commande d'un tableau grand format pour orner le hall du Casino, à l'entrée du Théâtre, Jacques Sourth ne peut que réfléchir aux années de la Belle Epoque, et des airs endiablés des Opéras Bouffes d'Offenbach.
Il choisit alors de représenter une des scènes de la Mythologie Grecque qu'avait utilisé le compositeur, où les trois déesses vont sur le mont Ida et charment le jeune Pâris.
En effet, inspiré du personnage d'Hélène, la fille de Zeus et de Léda, épouse du roi Ménélas, Jacques Offenbach s'en donne à cœur joie dans un opéra bouffe en 3 actes, où le non conventionnel rime avec Vaudeville, grâce à un livret signé Meilhac et Halevy.
La première représentation aura lieu au Théâtre des Variétés en 1864.
Le tableau de Jacques Sourth sera donc la fresque de ce début d'idylle entre Pâris et Hélène. Toile de lin sur châssis et peinture à l'huile, cette œuvre se verra doublé d'un panneau de bois peint, où Offenbach figure au piano en répétition avec la mezzo soprano, Hortense Schneider, sa muse préférée.
A noter la réduction de la grande toile sur la partition, détail de l'oeuvre.

### Œuvres en commandes privées
- 1978 : Fresques dans un domaine en Ardèche. Le Baron de Larochette, dans le domaine de la Moussier. (Nocturne à Wagner, et les vendanges)
- 1982 : La Belle Hélène, Le Jugement de Pâris (Toile de 3 m x 2 m), Offenbach et Hortense Schneider (Panneau de bois 2 m x 1,20 m) (Musée de Luchon)
- 1983 : Décors à l’italienne pour la création d’une opérette de Michel de Carole (6 Toiles de 25 m2)
- 1987 : Japan : Fresque sur toile de 10 mètres sur 2,20 mètres (Montpellier)
- 1987 : Les japonaises : Panneaux laqués (Toulouse)
- 1993 : Restauration des Fresques du vaporarium hors-classe de Bagnères-de-Luchon

### Collections du Fonds de Dotation École du Rêve (F.D.E.R.) Jacques Sourth
2009 : à la demande de J.Sourth, un Fonds de Dotation  est créé, afin de conserver, protéger l’œuvre que laisse l’Artiste à son décès. Le but est de faire don des œuvres à un musée français, ceci étant en cours de préparatifs.
Les collections comportent :
- 80 Toiles à l’huile
- 45 encres
- Calques et crayons
- Objets personnels de l’Artiste
- Originaux d’Affiches